# Martin Dada Abejide Olorunmolu

Wappen von Martin Dada Abejide Olorunmolu.

Martin Dada Abejide Olorunmolu (* 30. August 1948 in Ogiri-Kabba, Bundesstaat Kogi, Nigeria) ist ein nigerianischer Priester. Er ist Bischof von Lokoja. 

## Leben
Der Bischof von Port Harcourt, Alexius Obabu Makozi, weihte ihn am 23. Dezember 1978 zum Priester.
Papst Benedikt XVI. ernannte ihn am 11. November 2005 zum Bischof von Lokoja. Die Bischofsweihe spendete ihm der Erzbischof von Abuja, John Olorunfemi Onaiyekan, am 11. Februar 2006; Mitkonsekratoren waren Renzo Fratini, Apostolischer Nuntius in Nigeria, und Ignatius Ayau Kaigama, Erzbischof von Jos. 